# Muso Jikiden Eishin Ryu
Muso Jikiden Eishin Ryu (無双直伝英信流 eller 無雙直傳英信流, Musō Jikiden Eishin-ryū) også blot kaldet Eishin Ryū (英信流), er en iaido-skole, stiftet i perioden 1912-1926.

## Historie
Muso Jikiden Eishin Ryu er en af de hundredvis af iaido-skoler, der stammer fra iaijutsu-skolen, Shin Muso Hayashizaki Ryu. Muso Jikiden Eishin Ryu tilhører den gren, der kaldes for Tanimura-ha. Det var lederne Gotō Magobei Masasuke (d. 1898) og Ōe Masaji Shikei (1852-1927), som reformerede skolen til iaido. Senere i perioden 1912-1926 begyndte Ōe Masamichi Shikei formelt at betegne Tanimura-ha for skolens nuværende navn 'Muso Jikiden Eishin Ryu'.
De personer som har fungeret som ledere inden for Tanimura-ha/Muso Jikiden Eishin Ryu er følgende i kronologisk rækkefølge:
- Hayashi Rokudayū Morimasa (ja)
- Hayashi Yasudayū Masakusu (ja)
- Ōguro Gen-emon Kiyokatsu (ja)
- Hayashi Masu-no-Jō Masanari (ja)
- Yoda Manzō Toshikatsu (Takakatsu) (ja)
- Hayashi Yadayū Masatoshi (Masataka) (ja)
- Tanimura Kame-no-Jō Yorikatsu (ja)
- Gotō Magobei Masasuke (ja)
- Ōe Masaji (Shikei) (ja)
- Hokiyama (Ōkiyama) Namio (ja)
- Fukui Harumasa (ja)
- Kōno Hyakuren Minoru (Yamamura-ha) (ja)
- Fukui Torao (ja)